# Флоренс (Њу Џерзи)
Флоренс (енгл. Florence) насељено је место без административног статуса у америчкој савезној држави Њу Џерзи.

## Демографија
По попису из 2010. године број становника је 4.426.
| Група             | 2000.    | 2010.         |
| Белци             | 0 (0,0%) | 3.176 (71,8%) |
| Афроамериканци    | 0 (0,0%) | 746 (16,9%)   |
| Азијати           | 0 (0,0%) | 127 (2,9%)    |
| Хиспаноамериканци | 0 (0,0%) | 232 (5,2%)    |
| Укупно            | 0        | 4.426         |